# Station to Station
Station to Station è il decimo album in studio del cantante britannico David Bowie, pubblicato nel 1976 per l'etichetta RCA.
Con il suo mischiare funk e krautrock, ballate romantiche ed occultismo, Station to Station è stato descritto contemporaneamente come "uno degli album più accessibili di Bowie e uno dei suoi più impenetrabili". Preceduto dal singolo Golden Years, il disco raggiunse la Top 5 sia in Gran Bretagna che negli Stati Uniti. Nel 2003, l'album è stato classificato alla posizione numero 323 dalla rivista Rolling Stone nella lista dei migliori 500 album di sempre da loro redatta.
Alcune tracce dell'album, insieme a brani tratti da Low e "Heroes" furono usate per la colonna sonora del film Christiane F. - Noi, i ragazzi dello zoo di Berlino del 1981, film cult sul dramma dell'eroina tra i giovani berlinesi.

## Storia
(David Bowie)
L'album, partorito in un momento di crisi esistenziale del cantante britannico, risulta molto attento alle novità musicali elettroniche dei Kraftwerk e dei Tangerine Dream (entrambi tedeschi), nonché uno dei suoi album più evocativi.
Un disco glaciale e caloroso allo stesso tempo che aggiunse una nuova faccia al già poliedrico talento di Bowie.
È stato definito da lui stesso il suo disco più magico, numerosissimi sono infatti i riferimenti alla magia nera, alla cabala ebraica, all'albero della vita, alle due sephirot Kether e Malkuth.

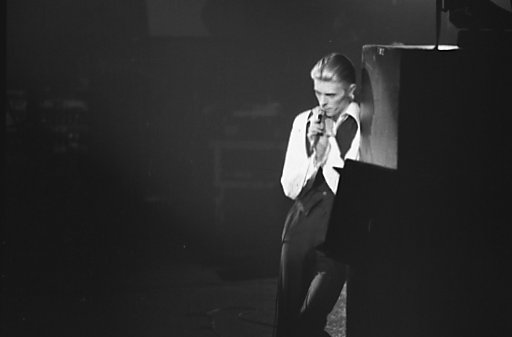
Bowie nei panni del "sottile duca bianco" durante un concerto nel 1976.

Secondo il biografo David Buckley, il Bowie del periodo di Los Angeles assumeva quantità smodate di cocaina e si sosteneva con una dieta a base esclusivamente di sigarette, peperoncini e latte, trascorrendo la maggior parte del periodo 1975–76 "in uno stato di costante terrore psichico". Alcuni resoconti dell'epoca, principalmente derivanti da un'intervista al cantante opera di Cameron Crowe, trovarono spazio sulle riviste Playboy e Rolling Stone e raccontavano di un Bowie che viveva in un appartamento pieno di antichi manufatti egizi, candele nere sempre accese, circondato da varia iconografia nazista e intento a studiare trattati di magia nera e a conservare in frigo la propria urina imbottigliata, terrorizzato dal fatto che un gruppo di streghe volesse rubare il suo sperma per qualche rito oscuro, ricevendo infine messaggi segreti da parte dei Rolling Stones e minacce da Jimmy Page dei Led Zeppelin (notoriamente adepto di Aleister Crowley). In seguito Bowie avrebbe detto di Los Angeles: "Quel fottuto posto dovrebbe sparire dalla faccia della Terra".
Fu sul set del film L'uomo che cadde sulla terra, che Bowie iniziò la stesura di una serie di racconti scritti sotto forma di pseudo-biografia intitolata The Return of the Thin White Duke ("Il ritorno del sottile duca bianco"). Nel frattempo, il musicista, oltre ad interpretare la parte del protagonista del film, stava anche componendo la musica per la colonna sonora della pellicola stessa che però non sarebbe poi stata effettivamente usata, sostituita da quella opera di John Phillips dei The Mamas & the Papas. L'idea dell'album iniziò quindi a germogliare nella sua testa.

### IlDuca Bianco
Il personaggio del "sottile Duca bianco" ispirato forse anche al protagonista del film L'uomo che cadde sulla terra, Thomas Jerome Newton, divenne una costante del progetto Station to Station e, anche per Bowie stesso come sua nuova "incarnazione artistica". Impeccabilmente vestito in eleganti e costosi completi, camicie bianche, pantaloni e panciotto neri, il "duca bianco" era un cantante raffinato che si esibiva in performance struggenti di intensità romantica, pur rimanendo "freddo come il ghiaccio". Un personaggio descritto di volta in volta come "un aristocratico pazzo e decadente", "uno zombie immorale", e "un superuomo ariano fascista senza emozioni". Per ammissione dello stesso Bowie, il "Duca" era un personaggio piuttosto odioso.
Il nuovo personaggio del Duca debuttò nel corso di un tour di 33 tappe in svariate città del Nord America. Lo show, radicalmente diverso da quelli precedenti del musicista, vedeva in scena Bowie con rossi capelli corti pettinati all'indietro, elegantemente abbigliato, con la sola illuminazione di un faro bianco, e un'inesistente scenografia. Commentando questa scelta artistica Bowie affermò: «È uno spettacolo che si richiama a un concetto di teatralità da XX secolo, una sorta di sintesi tra Bertolt Brecht e i Doors...» Superato lo sconcerto dei vecchi fan abituati al David Bowie glam del periodo "Ziggy", il successo del tour fu enorme, e ben presto il pubblico iniziò ad inneggiare al "nuovo Bowie Duca Bianco", elegante, algido, ieratico, caratterizzato fisicamente da una spettrale magrezza e da un pallore diafano. Fu in questo periodo che iniziarono a circolare le prime voci di un Bowie "vicino" ai movimenti di estrema destra filo-nazisti. Anche se lo stesso Bowie smentirà più volte queste insinuazioni dicendo: «Le affermazioni filo-naziste che mi sono state attribuite sono una pura invenzione della stampa», il 3 maggio 1976 ebbe luogo il cosiddetto "incidente ideologico della Victoria Station". David Bowie faceva ritorno in Inghilterra dopo tre anni di assenza per esibirsi al Wembley Empire Pool di Londra, e arrivato in stazione venne fotografato a bordo di una Mercedes-Benz mentre faceva il saluto fascista rivolgendosi ai fan accorsi sul posto per accoglierlo. La foto creò scalpore sulla stampa britannica e Bowie fu costretto a diramare un comunicato di smentita, nel quale indicava di aver semplicemente salutato i fan, di non aver assolutamente voluto fare il saluto fascista e che la fotografia lo aveva ritratto casualmente in quella posa nell'atto di salutare.

## Titolo
I titoli di lavorazione provvisori del disco furono The Return of the Thin White Duke, e Golden Years, ma alla fine si decise per Station to Station.

## Produzione
L'album venne co-prodotto da Harry Maslin, già collaboratore di Bowie per Fame e Across the Universe su Young Americans. Tony Visconti, che aveva recentemente ricominciato a lavorare con Bowie dopo una pausa di tre anni producendo David Live e Young Americans, singolarmente non prese parte al progetto.
La lavorazione e produzione dell'album si svolse tra fiumi di cocaina assunti dai musicisti in studio. Bowie stesso ammise in seguito di non ricordarsi nulla delle sessioni per l'album: "Non ricordo neppure lo studio. So che era a Los Angeles solo perché l'ho letto".

## Registrazione
Nell'ottobre 1975, per le sessioni di registrazione Bowie radunò in studio un folto gruppo di musicisti: Carlos Alomar, Earl Slick, Dennis Davis, Warren Peace, Weldon Irvine, George Murray, e Roy Bittan (pianista proveniente dal giro della band di Bruce Springsteen) gettando così le basi della sezione ritmica formata da Murray/Davis/Alomar che avrebbe suonato in tutti i suoi successivi album fino a Scary Monsters (and Super Creeps) del 1980.
Station to Station venne registrato nel 1975 ai Cherokee Studios e ai L.A. Record Plant Studios di Los Angeles. Nel 1981, i giornalisti di NME Roy Carr e Charles Shaar Murray affermarono che l'album era stato inciso "in 10 giorni di fervente attività in studio", quando Bowie si convinse che non c'erano più speranze di produrre la colonna sonora de L'uomo che cadde sulla terra. Ricerche più recenti lascerebbero intendere che il disco fu registrato nel corso di due o tre mesi, nell'ottobre-novembre 1975, e che fosse già in lavorazione prima delle sessioni abortite per la colonna sonora del film di Roeg.

## Copertina
La foto in bianco e nero utilizzata per la copertina del disco è un fermo immagine proveniente dal film L'uomo che cadde sulla terra, nel quale Bowie, nelle vesti dell'alieno Thomas Jerome Newton, entra in una camera anecoica. La scelta di convertire l'immagine (originariamente a colori) in bianco e nero fu di Bowie poiché egli pensava che colorata l'immagine sembrasse artificiale. Quando all'inizio degli anni novanta la Rykodisc ristampò il catalogo discografico di Bowie in CD, per la copertina venne invece utilizzata l'immagine originale a colori. In questa ristampa, il retro copertina mostra David Bowie mentre disegna sul pavimento l'albero della vita della cabala ebraica.

## Brani

### Station to Station
La lunga e epica title track della durata di dieci minuti, è stata descritta come l'inizio di "una nuova era di sperimentazione" nella carriera di Bowie. Station to Station è divisa in due parti: una prima sezione lenta, sorretta da un riff di pianoforte, introdotto dal suono di un treno in marcia contrapposto all'agitato sound della chitarra di Earl Slick infarcito di feedback, seguita poi da una sezione veloce in stile rock/blues.
Il testo del brano contiene riferimenti all'occulto, vedasi la citazione del White Stains («The return of the Thin White Duke, making sure white stains»), il titolo del libro di poesie di Aleister Crowley, ma anche alla dipendenza dalle droghe di Bowie all'epoca: «It's not the side effects of the cocaine / I'm thinking that it must be love». Con le sue influenze krautrock, la canzone è il più chiaro indizio del nuovo stile musicale dell'artista che sfocerà pienamente negli album della successiva "trilogia di Berlino". Il titolo del brano, come confermato in seguito dallo stesso Bowie, allude maggiormente alle stazioni della Via Crucis (la sequenza di quattordici tappe sul cammino di Cristo verso la crocifissione) piuttosto che alla metafora di un viaggio in treno di stazione in stazione, concetto che Bowie fonde col Sephiroth, le dieci sfere della creazione nel sistema mistico ebraico della Cabala, nel clima di confusione ideologica dell'epoca. Quello della metaforica "crocifissione" è, secondo Bowie, un destino che, prima o poi, accomuna tutti gli esseri umani, costretti a vivere una vita priva di certezze, ma anche il ritratto dello stato di profonda depressione vissuta dall'artista all'epoca della registrazione del pezzo.

### Golden Years
Lo stile musicale del brano Golden Years, la prima traccia registrata e completata per l'album, si regge sull'impianto funky e soul del precedente Young Americans ma con maggior durezza d'intenti. Il testo del brano è stato descritto come pervaso da "un'aria di rimpianto per occasioni mancate e ricordi malinconici di piaceri passati". Bowie disse che la traccia era stata scritta con in mente di proporla a Elvis Presley, ma che venne da lui rifiutata, mentre invece la moglie dell'epoca di Bowie, Angie, affermò che la canzone era stata scritta per lei. Anche se si rivelò un singolo da Top 10 in classifica sia in Gran Bretagna che in America, il pezzo venne raramente eseguito dal vivo nel corso del seguente "White Light Tour".

### Word on a Wing
La connotazione religiosa presente in alcuni punti dell'album è particolarmente evidente nel brano  Word on a Wing , una sorta di inno gospel, anche se per taluni commentatori, si tratterebbe semplicemente di un'altra delle "maschere" indossate dal duca. Bowie stesso, però, affermò che in questo brano "la passione era genuina". Quando eseguì la canzone dal vivo nel 1999, il cantante la descrisse come proveniente "dal periodo più nero della sua vita... sicuramente una sorta di richiesta d'aiuto".

### TVC 15
La scena presente nel film L'uomo che cadde sulla Terra dove Thomas Jerome Newton collassa seduto in poltrona davanti a una parete costellata di svariati monitor televisivi si dice che sia stata alla base dell'ispirazione di Bowie per la composizione della canzone più movimentata sull'album, TVC 15. Il testo del brano racconta la storia surreale e lievemente inquietante di un tizio che trascura la sua ragazza per dedicarsi anima e corpo al suo nuovo impianto TV, fino a quando la ragazza non viene "inglobata" dal televisore stesso. Ma la traccia potrebbe anche ispirarsi ad un episodio realmente avvenuto nel quale Iggy Pop, durante un periodo di forte consumo di droga mentre si trovava nella casa di Bowie a Los Angeles, completamente allucinato, credette di vedere la televisione ingoiarsi la sua ragazza dell'epoca. Quindi Bowie sviluppò una storia sull'accaduto, inventandosi una televisione olografica modello "TVC 15".

### Stay
Il brano Stay era un altro di quei riff funky, "incisi sotto l'effetto della frenesia da cocaina", secondo quanto riportato da Carlos Alomar. Il testo della canzone è stato interpretato come un "riflesso delle incertezze sulle conquiste sessuali", e anche come un esempio del tipico "romanticismo decadente" del duca bianco.

### Wild Is the Wind
La ballata in conclusione dell'album, Wild Is the Wind, è l'unica cover presente sul disco, spesso indicata come una delle migliori performance vocali di Bowie nella sua intera carriera. Per l'incisione della canzone, Bowie si ispirò all'incontro avuto con la cantautrice Nina Simone, che aveva interpretato il brano sull'album Wild Is the Wind del 1966.

### Pubblicazione ed accoglienza
| Recensione       | Giudizio |
| ---------------- | -------- |
| AllMusic         |          |
| Blender          |          |
| Ondarock         |          |
| Piero Scaruffi   |          |
| Chicago Tribune  |          |
| Robert Christgau | A        |
| The Independent  |          |
| Rolling Stone    |          |
| Pitchfork        |          |
| Spin             |          |
| Q                |          |

Station to Station fu pubblicato nel gennaio 1976. NME definì il disco "uno degli album più importanti pubblicati negli ultimi cinque anni". Il The Village Voice, nella recensione dell'album ad opera di Robert Christgau diede all'opera una "A", indicando che si trattava di "un grande disco su entrambi i lati, da avere assolutamente". Christgau scrisse di come Bowie avesse "miscelato insieme Lou Reed, la musica disco, e Huey Smith" ottenendo un risultato superiore rispetto ai suoi dischi precedenti, affermando inoltre che "miracolosamente, l'infatuazione di Bowie per la black music era finalmente maturata".
Teri Moris recensì favorevolmente Station to Station su Rolling Stone, lodando i momenti più rock dell'album, ma segnalando anche un interessante discostamento artistico da tale genere "heavy" in favore di sonorità più raffinate e mature". A tal proposito Bowie aveva da poco dichiarato all'epoca di ritenere che "la musica rock fosse stata evirata dall'assorbimento nei mass-media, che l'avevano lasciata morta, simile ad una vecchia sdentata, davvero imbarazzante".
Anche il celebre critico rock Lester Bangs, solitamente molto critico nei confronti di Bowie, superò la sua avversione per l'artista britannico definendo Station to Station: "un album davvero notevole. Un disco rock talmente bello e con una tale potenzialità di durare nel tempo, da farmi pensare che Bowie abbia finalmente prodotto il suo (primo) capolavoro".
Controcorrente si rivelò la recensione del disco pubblicata sulla rivista Billboard, che definì Station to Station un album di disco dance, con brani dai testi senza significato, sottolineando inoltre come risultasse a loro noiosa la lunga title track. Parimenti negativa la recensione dell'album da parte del critico rock italiano Piero Scaruffi che definisce Station to Station: "al tempo stesso il lavoro più ambizioso di Bowie e il suo lavoro più dispersivo".
Nonostante lo stesso artista definisse il suo nuovo album "privo di spirito, molto metallico", Station to Station si rivelò essere l'album di David Bowie di maggior successo in classifica negli Stati Uniti fino all'uscita di The Next Day nel 2013, raggiungendo la posizione numero 3 e restando in classifica per 32 settimane. Il disco venne certificato disco d'oro dalla RIAA il 26 febbraio 1976. In Gran Bretagna, l'album restò in classifica per 17 settimane, raggiungendo la quinta posizione. Notevole il successo di Station to Station anche in tutta Europa, che era rimasta invece piuttosto "spiazzata" dalla svolta "soul" di Bowie con Young Americans.

## Tracce
Testi e musiche di David Bowie, eccetto dove indicato.
Lato 1
1. Station to Station – 10:08
2. Golden Years – 4:03
3. Word on a Wing – 6:00

Lato 2
1. TVC 15 – 5:29
2. Stay – 6:08
3. Wild Is the Wind – 5:58 (Ned Washington, Dimitri Tiomkin)

### Bonus tracks ristampa CD (1991)
- Tracce registrate il 23 marzo 1976 al Nassau Coliseum, Uniondale, New York.

1. Word on a Wing (live) – 6:10
2. Stay (live) – 7:24

## Edizioni CD
L'album è stato ristampato in formato compact disc in sei occasioni diverse. La prima volta nel 1985 dalla RCA con l'originale copertina in bianco e nero, la seconda nel 1991 ad opera della Rykodisc (con la copertina a colori e l'aggiunta di due tracce bonus), la terza nel 1999 dalla EMI (senza le bonus tracks, copertina a colori), la quarta nel 2007 dalla EMI Japan con l'artwork originale del vinile, la quinta in edizione deluxe nel 2010 con l'aggiunta di un secondo e terzo disco contenenti la registrazione di un concerto dell'epoca, ed infine nel 2016 nuovamente con l'artwork originale in bianco e nero.

### Special Deluxe Edition 2010
L'edizione speciale è costituita da tre CD racchiusi in un cofanetto speciale che replica la grafica originale dell'LP con la copertina in bianco e nero bordata di bianco, inoltre sono inclusi un booklet di 16 pagine e tre cartoline da collezione. La versione disponibile per il download digitale include gli stessi contenuti audio più una traccia bonus.
CD 1 - Station to Station
1. Station to Station – 10:11
2. Golden Years – 4:02
3. Word on a Wing – 6:01
4. TVC 15 – 5:31
5. Stay – 6:12
6. Wild Is the Wind – 6:02

CD 2 & 3 - Live Nassau Coliseum '76
- Tracce registrate dal vivo al Nassau Coliseum, Uniondale, NY, USA. 23 marzo 1976.

1. Station to Station – 11:53
2. Suffragette City – 3:31
3. Fame – 4:02
4. Word on a Wing – 6:06
5. Stay – 7:25
6. I'm Waiting for the Man – 6:20
7. Queen Bitch – 3:12
8. Life on Mars? – 2:13
9. Five Years – 5:03
10. Panic in Detroit – 6:03
11. Changes – 4:11
12. TVC 15 – 4:58
13. Diamond Dogs – 6:38
14. Rebel Rebel – 4:07
15. The Jean Genie – 7:28

Digital download bonus track
1. Panic in Detroit (Unedited alternative mix) – 13:09

## Singoli e tracce inedite
Praticamente tutte le canzoni presenti su Station to Station, con l'eccezione della title track, sono state pubblicate su singolo. Golden Years fu pubblicata nel novembre 1975, due mesi prima dell'uscita dell'album stesso. Bowie eseguì, visibilmente ubriaco, la canzone in TV nel corso dello show americano Soul Train. Il singolo raggiunse l'ottava posizione in Gran Bretagna e la numero 10 in USA (dove rimase in classifica per 16 settimane) ma, come Rebel Rebel per Diamond Dogs (1974), non era un brano particolarmente rappresentativo dell'album in uscita.
TVC 15 venne pubblicata in versione edita come secondo singolo estratto dall'album nel maggio 1976, raggiungendo la posizione numero 33 in Gran Bretagna e la numero 64 negli Stati Uniti. Lo stesso anno, Stay, anch'essa in versione accorciata, fu pubblicata come singolo 45 giri solo in America, abbinato alla compilation ChangesOneBowie della RCA Records, anche se la canzone non era comunque inclusa nel greatest hits. Nel novembre 1981 Wild Is the Wind venne pubblicata su singolo per promuovere l'uscita della raccolta ChangesTwoBowie. Con sul lato B Golden Years e accompagnata da un video girato appositamente, il brano raggiunse la posizione numero 24 in Inghilterra restando in classifica per 10 settimane.
Un'altra canzone registrata nel corso delle sessioni di registrazione per il disco ai Cherokee Studios, fu la cover di Bruce Springsteen It's Hard to Be a Saint in the City, ma rimase inedita all'epoca e venne pubblicata solo nel 1990 all'interno del box set Sound + Vision. Harry Maslin e Carlos Alomar hanno riferito di non aver mai partecipato all'incisione della canzone durante le sessioni ai Cherokee, mentre invece Tony Visconti pensa che la traccia sia costituita principalmente da sovraincisioni effettuate agli Olympic Studios e Island Studios all'epoca delle sessioni di Diamond Dogs, con Aynsley Dunbar alla batteria, Herbie Flowers al basso e Mike Garson alle tastiere.

## Formazione
Musicisti
- David Bowie - voce, chitarra e sassofono
- Carlos Alomar - chitarra
- Earl Slick - chitarra
- George Murray - basso
- Dennis Davis - batteria
- Roy Bittan - pianoforte
- Warren Peace - voce

Produzione
- David Bowie – produzione
- Harry Maslin – produzione
- Steve Shapiro – fotografia